# Международный союз железных дорог

Страны-члены МСЖД
действительные
ассоциированные
аффилированные
членство приостановлено

Международный союз железных дорог (англ. The UIC или International Union of Railways, фр. Union Internationale des Chemins de fer) — международная организация, объединяющая национальные железнодорожные компании с целью совместного решения задач в области развития железнодорожного транспорта. Официальная аббревиатура союза UIC идёт от французского названия организации, так как влияние Франции на начальных этапах союза было велико.
Генеральный директор UIC Франсуа Давенн (2020 г.).
Председатель — глава польских государственных железных дорог (PKP) Кшиштоф Маминьский.
По состоянию на 2017 год, в МСЖД входят свыше 200 железнодорожных компаний почти из 100 стран мира. Главная задача Союза — повышать конкурентоспособность железнодорожного транспорта как самого экологичного в мире.

## История
Международный союз железных дорог был создан 20 октября 1922 года с целью унификации процедур и гармонизации отношений между железными дорогами европейских стран при осуществлении международных железнодорожных перевозок.
Первоначально членами союза были 51 организация из 29 стран, включая Японию и Китай. Вскоре к ним присоединились Советский Союз, железные дороги Ближнего Востока и Северной Африки. В настоящее время[когда?] UIC насчитывает 199 членов со всех пяти континентов, где имеются железные дороги.
Среди этого большого количества членов союза выделяют:
- 82 активных члена (англ. active members) союза, включающих железные дороги Европы, России, Ближнего Востока, Северной Африки, Южной Африки, Индии, Китая, Японии, Кореи, Казахстана, компании, осуществляющую деятельность в разных странах, например, Veolia Transport.
- 80 ассоциированных членов (англ. associate members), включающих железные дороги из Азии, Африки, Америки и Австралии.
- 37 аффилированных членов (англ. affiliate members), связанных с железными дорогами, оказывающих услуги железным дорогам.

ОАО «РЖД» председательствовало в Союзе с января 2013 года — при участии российской госкомпании в начале 2010-х годов время в МСЖД был преодолён серьёзный кризис; также из всех членов Союза РЖД вносит самый крупный финансовый взнос в деятельность организации. 1 декабря 2015 года в Париже на 87-й сессии Генеральной ассамблеи МСЖД Олег Белозёров избран председателем Международного союза железных дорог.

## Цели союза
Главная цель UIC состоит в содействии продвижению и развитию железнодорожного транспорта в мире.
Кроме того, целями деятельности Международного союза железных дорог являются:
- Способствовать распространению передового опыта в области железнодорожного транспорта;
- Оказание поддержки членам союза в их стремлении развивать новые идеи в области железнодорожного транспорта;
- Способствовать техническому прогрессу;
- Стандартизация и унификация в области железнодорожного транспорта;
- Развитие центров компетенций в области безопасности, развития электронных технологий и др.

Одним из направлений деятельности UIC является внедрение единой терминологии в области железнодорожного транспорта. В результате этой работы был создан трёхъязычный тезаурус железнодорожных терминов, который был опубликован в 1995 году. Союз также разработал стандартные требования к контейнерным перевозкам и перевозкам других грузов железнодорожным транспортом.
Союз занимается развитием евроазиатских транспортных коридоров, для чего разработаны единые технические стандарты железных дорог. Общие нормы и правила способствуют быстрее и без препятствий на национальных железных дорогах перевозить грузы через государственные границы.